# Печёночница (растение)
Печёночница, или перелеска (лат. Hepática) — род травянистых вечнозелёных лесных растений семейства Лютиковые, распространённых в лесах умеренного пояса Северного полушария.
В средней полосе России в лесах встречается два вида: печеночница благородная (Hepatica nobilis) и печёночница азиатская (Hepatica asiatica), которая растет в горных лесах на юге Приморья.

## Ботаническое описание
Многолетние травянистые растения.

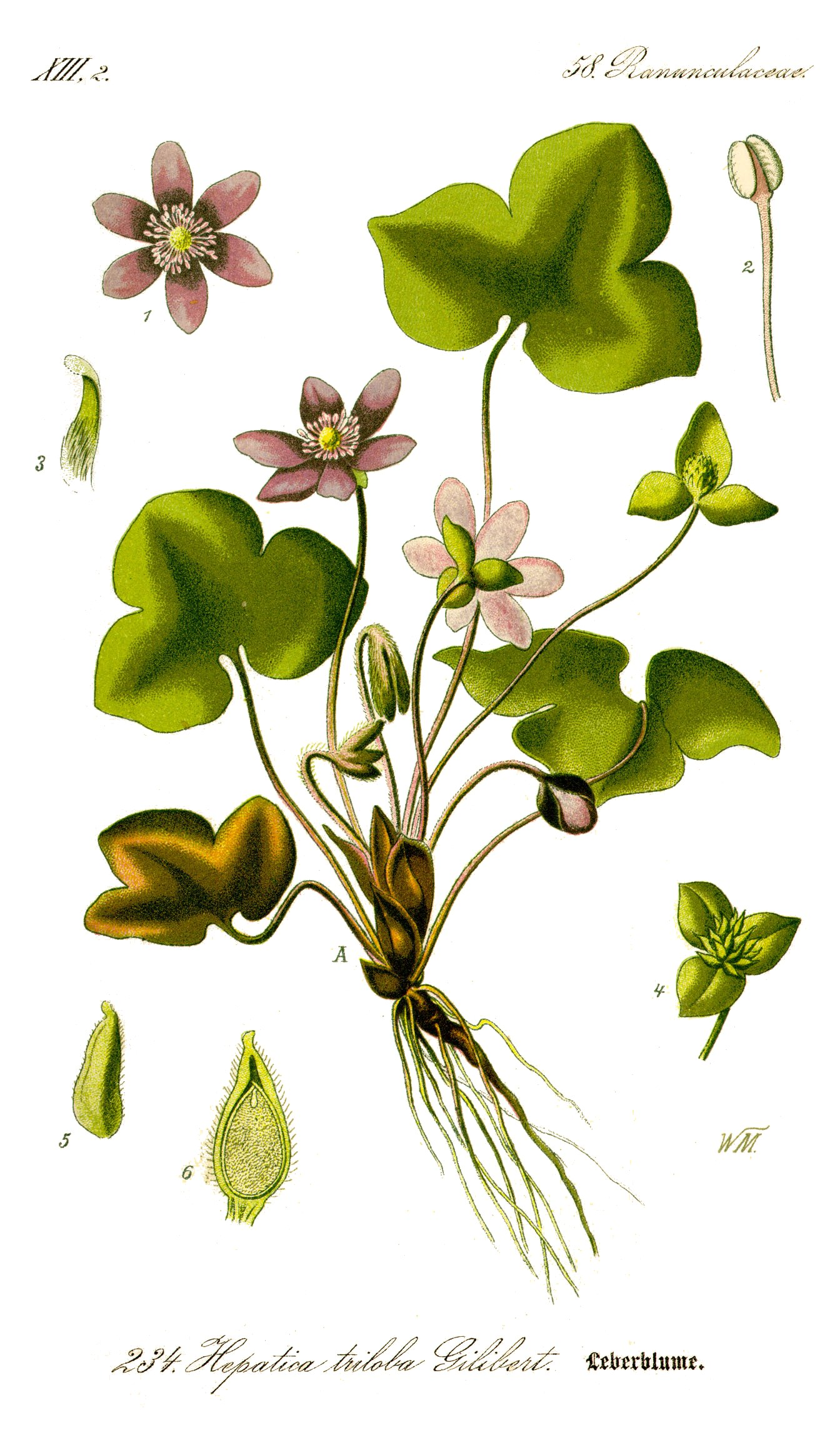

Корневище короткое, не утолщённое, клубневидно-волокнистое.
Листья формой напоминают печень, с чем связано название растения, собраны в прикорневую розетку, на более-менее длинных черешках, простые, мало-расчленённые, большей частью трёхлопастные, с цельнокрайными или крупно-зубчатыми лопастями.
Стебли неразветвлённые, в виде стрелки, выходящие из пазух прикорневых листьев или обычно чешуевидных низовых листьев.
Цветочные почки закладываются с осени, цветки распускаются сразу после схода снега. Листочки покрывала большей частью в числе трёх, приближенные к цветку и сильно редуцированные, имеющие обычно вид чашелистиков. Цветки всегда одиночные, небольшие или средних размеров, с 6—10 (редко больше) большей частью довольно узкими листочками околоцветника, могут быть белыми, синими, фиолетовыми, сиреневыми. Тычинки многочисленные, спирально расположенные; пестики волосистые, с коротким прямым столбиком. Цветёт в апреле — мае. После цветения цветоножки удлиняются и цветки пригибаются к земле. Опыление происходит с помощью пчёл, жуков и мух, поедающих пыльцу, так как нектара в цветках нет.
Плоды разносят муравьи, поедающие прозрачный, сочный, белый придаток, заключающий в себе капельку масла. Семенная продукция от 20 до 64 семян на побег.

## Значение и использование
Некоторые виды печёночницы выращивают как садовые декоративные растения.
Растение является одним из ранне-весенних пыльценосов.

## В культуре

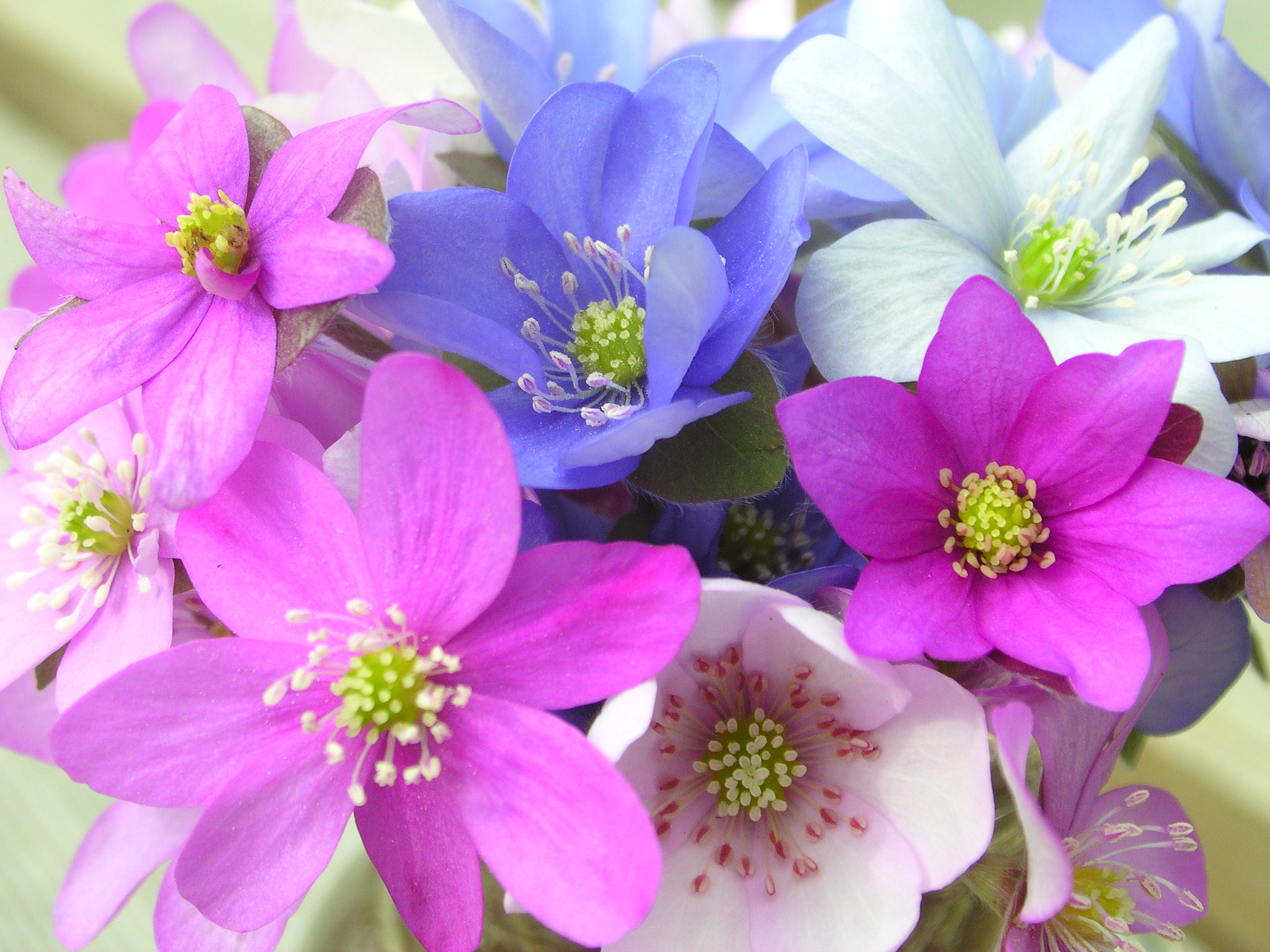
Различные формы вида Hepatica nobilis

В Европе печёночницы культивировали с XV века, как лекарственные растения из-за сходства формы листьев с очертаниями человеческой печени. В Англии и Франции выращивались некоторые декоративные формы Hepatica nobilis. Её розовая махровая форма известна с начала XIX века. В Японии печёночниц разводили исключительно в декоративных целях с XVII века, а в 1980-е годы начали профессионально заниматься выведением новых сортов. Ежегодно в Японии проводятся выставки цветущих печёночниц. Существуют сорта с желтыми, зелёными, двух- и трёхцветными цветками, простыми и махровыми, а также с вариегатной листвой разного типа.
В настоящее время известно более 1000 сортов печёночниц. Из-за наличия проблем с массовым размножением сортов, цены на новинки доходят до 1500—3000 долларов США.
Средняя продолжительность жизни отдельного растения — около 25 лет. Природные формы в целом недолговечны, требуют специфических условий: несколько более влажной и более плодородной почвы. Садовые формы очень долговечны, хорошо растут как в тени, так и на солнце, как на сухих, так и на сравнительно влажных местах.
Посадка осуществляется в тенистых местах, согласно другим источникам, в условиях полутени. Почвы влажные, хорошо дренированные, богатые гумусом, нейтральные или слабокислые, по другим данным кислые.
Удобрения используются в умеренных количествах. В конце зимы возможно добавление кровяной или костной муки, в конце лета фосфорно-калийные удобрения.
Перед наступлением холодов посадки мульчируют небольшим слоем листового перегноя или нейтрального торфа.
Сорта, стерильные формы и гибриды размножают делением корневищ с 2—3 почками весной во время цветения.
Зацветает печеночница в разных местообитаниях на 4—7-й год, в культуре — на 3-й год. В природных условиях одно взрослое растение может иметь 5—12 цветков, в культуре — до 150. Цветение длится 3—4 нед, созревание плодов — 1 —1,5 мес.
Печёночницу используют для создания композиций с растениями, цветущими рано весной, а также в теневых садах. Хорошо сочетаются с крокусами, сциллами, подснежниками, низкорослыми ирисами, барвинками, ариземами, купеной, пупочниками. Все виды печёночниц обладают слабой конкурентной способностью и хорошо разрастаются только в местах, где напочвенный покров разрежен.

## Сорта
Международным органом регистрации (ICRA) новых сортов печёночниц является Royal General Bulb Growers' Association (KAVB). Сайт ассоциации включает базу данных по зарегистрированным сортам.

## Классификация

### Таксономия
Hepatica  Mill., 1754, Gard. Dict. Abr. ed. 4 : s.p.
Род Печёночница  относится к семейству Лютиковые (Ranunculaceae) порядка Лютикоцветные (Лютикоцветные). Таксономическая схема в соответствии с Системой APG IV по состоянию на июнь 2024 года:
|  |                                      |  |                                   |                                   |                     |  | ещё 6 семейств |             |                 |                                                           |
|  |                                      |  |                                   |                                   |                     |  |                |             |                 | 10 подтвержденных видов и 4 вида, ожидающих подтверждения |
|  |                                      |  |                                   | порядок Лютикоцветные             |                     |  |                |             | род Печёночница |                                                           |
|  |                                      |  |                                   | порядок Лютикоцветные             |                     |  |                |             | род Печёночница |                                                           |
|  | отдел Цветковые, или Покрытосеменные |  |                                   |                                   | семейство Лютиковые |  |                |             |                 |                                                           |
|  | отдел Цветковые, или Покрытосеменные |  |                                   |                                   |                     |  |                |             |                 |                                                           |
|  |                                      |  | ещё 63 порядка цветковых растений | ещё 63 порядка цветковых растений |                     |  |                | ещё 53 рода | ещё 53 рода     |                                                           |
|  |                                      |  |                                   | ещё 63 порядка цветковых растений |                     |  |                |             | ещё 53 рода     |                                                           |

## Виды

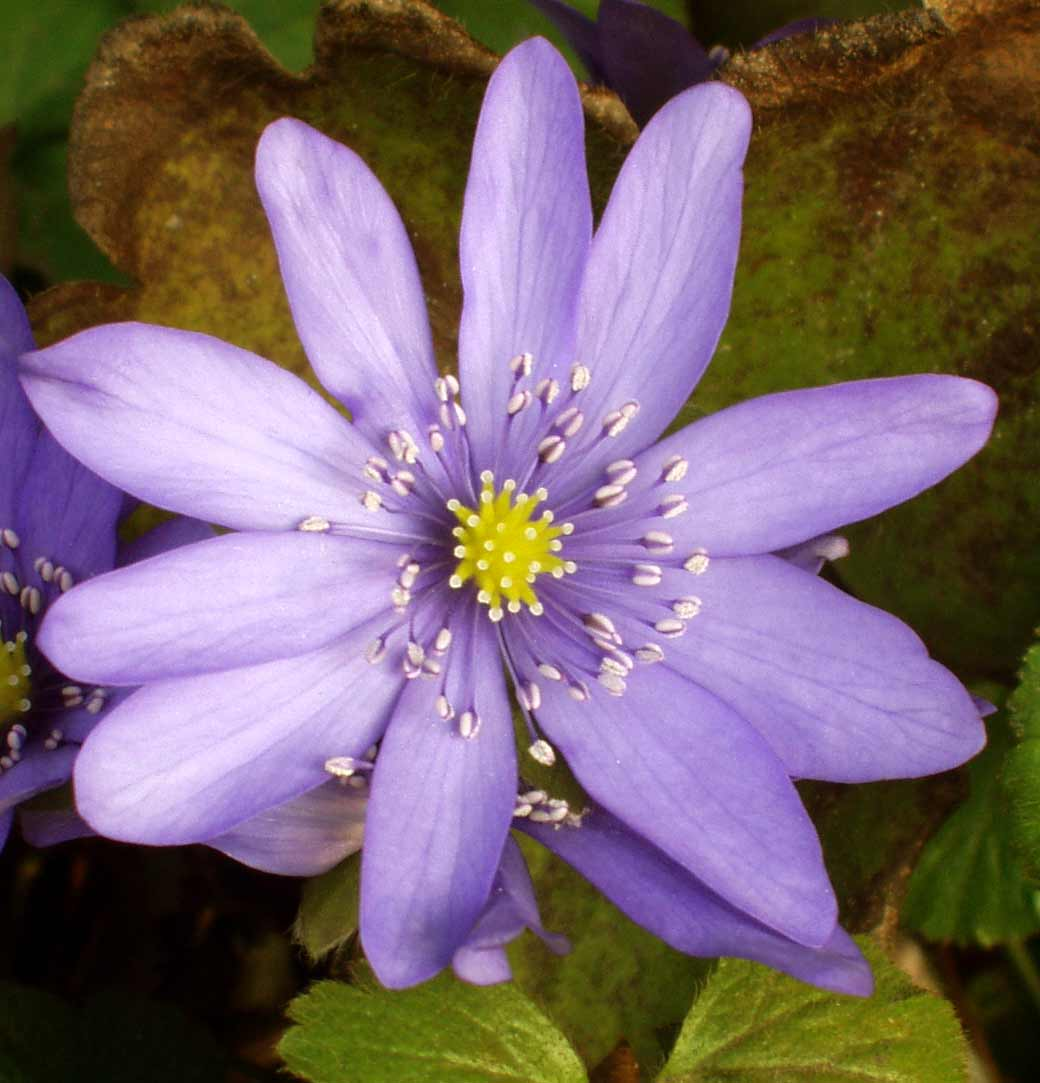
Hepatica transsilvanica

- Hepatica ×media — Печёночница средняя. Группа гибридов трансильванской печёночницы с другими видами[3].
- Hepatica acutiloba DC.
- Hepatica americana Ker Gawl.
- Hepatica asiatica Nakai — Печёночница азиатская.
- Hepatica falconeri (Thomson) Steward — Печёночница Фальконера. Памир и Кашмир.
- Hepatica falconeri (Thomson) Yuz.
- Hepatica henryi Steward. Китай.
- Hepatica maxima (Nakai) Nakai — Печёночница наибольшая. Эндемик острова Уллындо (Южная Корея).
- Hepatica nobilis Schreb.
- Hepatica transsilvanica — Печёночница трансильванская. Карпаты (Румыния). Цветки крупные, голубые. От других печёночниц отличается пятилопастными листьями и высокой зимостойкостью. В культуре присутствуют формы с белыми, розовыми, сиреневыми и махровыми цветками.

Некоторыми систематиками в составе вида Печеночница благородная выделялись дочерние таксоны как указано ниже. В современной классификации APG IV такой подход не поддерживается.
- Hepatica nobilis — Печёночница благородная
  - Hepatica nobilis var. asiatica — Печёночница азиатская
  - Hepatica nobilis var. acuta [= Hepatica acutiloba] — Печёночница остродольчатая. Америка. От вариации obtusa отличается более крупными размерами и формой листьев. В культуре присутствуют формы с белыми, розовыми, сиренево-голубыми и махровыми цветками.
  - Hepatica nobilis var. japonica [= Hepatica japonica] — Печёночница японская. Япония. Существует множество природных и культурных форм.
  - Hepatica nobilis var. nobilis — Печёночница благородная (номинальная форма). Широко распространена в Европе. В культуре существуют формы с белой, розовой, фиолетовой окраской цветков, а также махровые формы.
  - Hepatica nobilis var. obtusa [= Hepatica americana] — Печёночница тупая. Северная Америка. Цветки сиреневые, белые или розовые.
  - Hepatica nobilis var. pubescens [= Hepatica pubescens] — Печёночница опушённая. Встречается в горах средней части Центральной Японии. Округлые листья имеют либо слабо, либо сильно выраженный мраморный рисунок.
  - Hepatica nobilis var. pyrenaica [= Hepatica pyrenaica] — Печёночница пиренейская. Распространена в испанских и французских Пиренеях. Характерным признаком является мраморный рисунок на листьях. Окраска цветков мягкие пастельные тона.